# Eimer

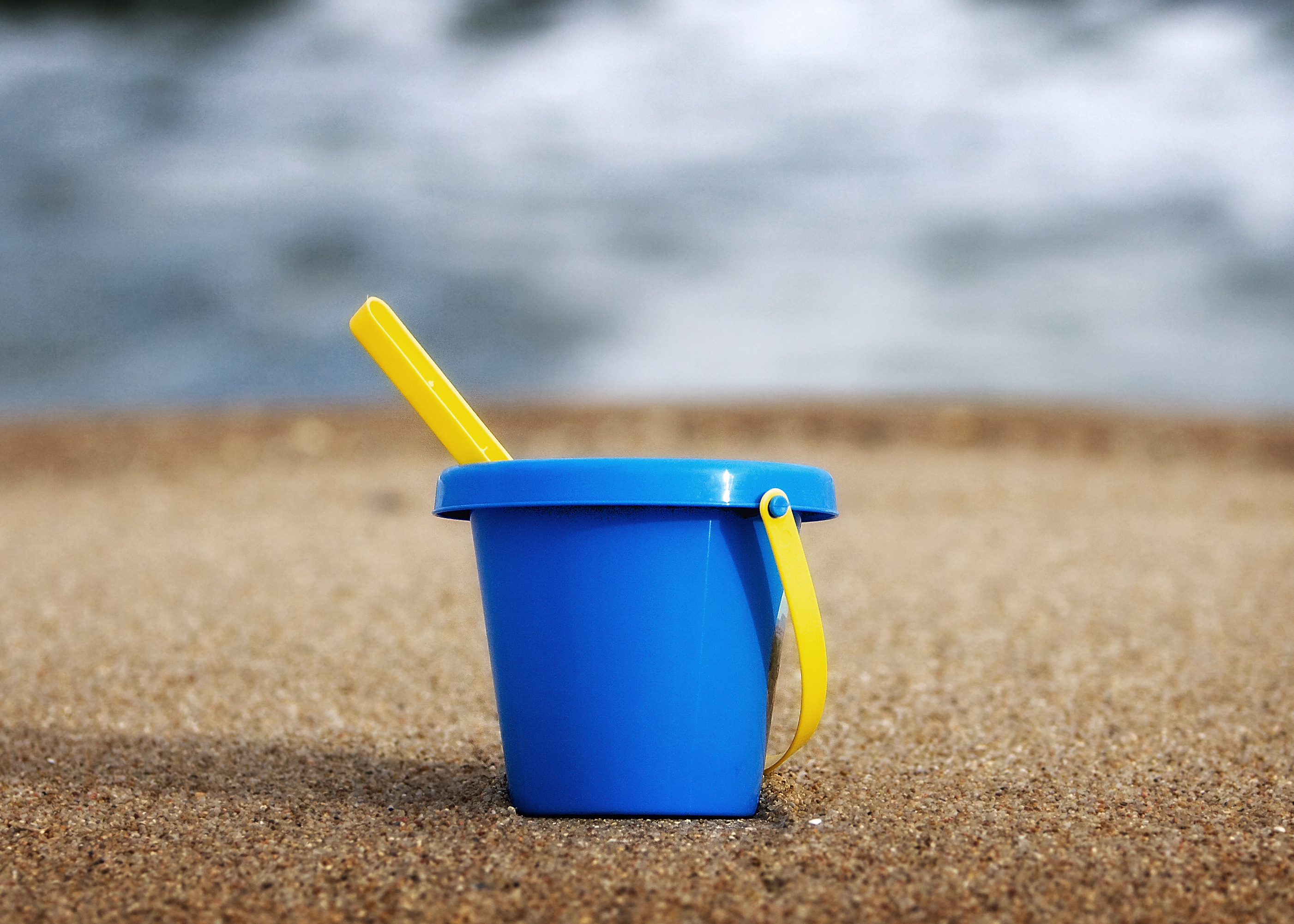
Eimer aus blauem Kunststoff

Ein Eimer (bundesdeutsches Hochdeutsch) bzw. Kübel (österreichisches und Schweizer Hochdeutsch), umgangssprachlich in Teilen Österreichs auch Amper, in Südtirol Kondl, in Teilen Deutschlands Kufe, Küfe oder Bütte, ist ein oben offener, zylindrischer oder schwach konischer Behälter mit flachem, seltener gewölbtem Boden, der aus unterschiedlichen Materialien, früher vorzugsweise aus Holz oder Leder, heute aus Metall oder Kunststoff, besteht. Der Eimer ist ein besonders konstruiertes, einseitig offenes Behältnis, der in seinem Inneren einen Hohlraum aufweist, der insbesondere dem Zweck dient, seinen Inhalt von seiner Umwelt zu trennen, durch den (beim Henkeleimer) zumeist beweglichen Griff, genauer Henkel ist ferner z. B. ein manuelles Ergreifen möglich. Dadurch wird der Eimer ein vielseitig einsetzbares Transportmittel. Bevorzugt wird er zum Transport von Flüssigkeiten oder Schüttgut verwendet. Zum Tragen ist der Eimer meist mit einem beweglichen Henkel versehen, der beim Ausschütten oder Ausgießen des Inhalts heruntergelegt werden kann.

## Wortherkunft

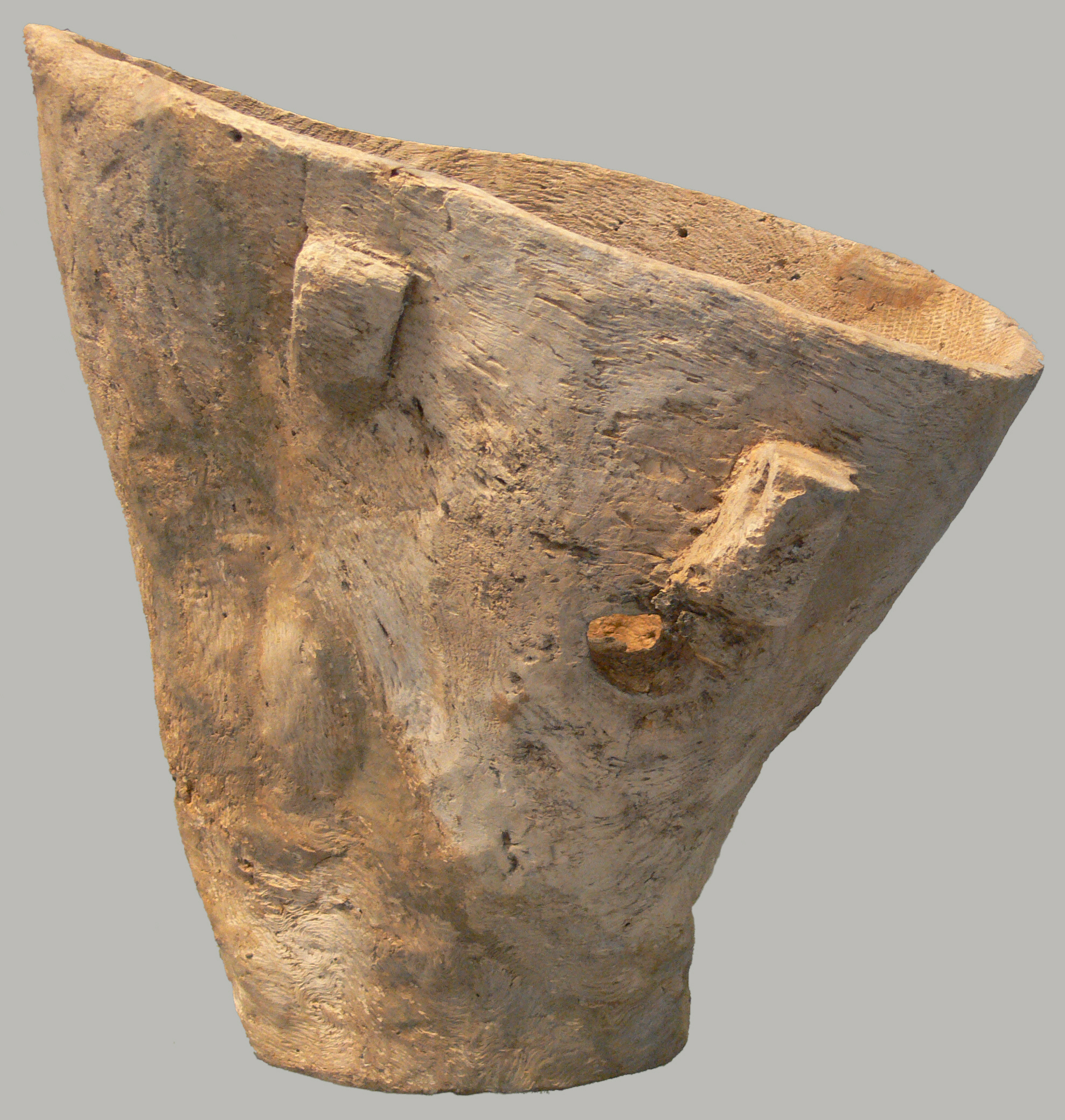
Holzeimer aus der Jungsteinzeit, ca. 3700 v. Chr., gefunden in Reute, Deutschland

Das Wort Eimer lässt sich etymologisch über mittelhochdeutsch e(i)nber, e(i)mber, althochdeutsch eimpar, als Lehnbildung auf lateinisch amphora „Henkelkrug“ zurückführen (ahd. b(h)eran, tragen zu griechisch φερειν).
Der henkellose Bottich (althochdeutsch botah, vgl. englisch body „Rumpf ohne Gliedmaßen“') wurde im Laufe des Mittelalters zunehmend durch den einhenkeligen e(i)n-amber und den zweihenkligen zuo-amber, den Zuber, ersetzt. Auch norddeutsch Bütte, Pütz oder Pütze leiten sich etymologisch wie Bottich ab.
Das bairisch-alemannische Wort Kübel existierte schon im Mittelhochdeutschen und wurde aus mittellateinisch copa gebildet, zu dem lateinischen Wort cupella, Trinkgefäß, Becher bzw. cupa, Tonne abgeleitet.
Zur selben Wurzel steht die Kufe, auch der Kufen, ahd. kuofa zu cupa.
Parallel steht aber der Bezug zur Kufe
als die stark gekrümmten Dauben: Küferei steht für Fassbinderei.

## Historisches

### Situlen und römische Eimer
Frühe Funde von Eimern in Europa sind die Situlen, verzierte Bronzeeimer, vermutlich zu Kultzwecken verwendet, konisch mit Standfläche und Henkel, die der Hallstattzeit zugerechnet werden und sich ab dem 6. Jahrhundert v. Chr. in Slowenien, Oberitalien (Etrusker, Italiker) und Österreich (Hallstattkultur: Magdalensberg, Hallstatt, Dürrnberg) nachweisen lassen.
Aus der römischen Kaiserzeit gibt es einige Fundstücke von Eimern aus Metall (vorwiegend getrieben aus Messing oder Bronze): Behälter mit einem oben aufgesetzten Henkel, aber einem Standfuß wie ein Kelch. Die ersten Funde stammen aus Hemmoor westlich von Hamburg, wodurch sich der Ausdruck Hemmoorer Eimer durchgesetzt hat. Diese Gefäße wurden vermutlich von den Römern im 2. und 3. Jahrhundert für Wein verwendet. Durch römische Handelsbeziehungen gelangten sie aber auch in Gebiete außerhalb des römischen Reichs, wo sie teilweise als Urnen oder Grabbeigaben verwendet wurden. Als Herkunftsort des Hemmoorer Eimers werden die Erzfelder im westlichen Rheinland bei Eschweiler vermutet.
Daneben waren in der römischen Kaiserzeit auch Holzeimer mit Metallbeschlägen gebräuchlich.

### Der Eimer im Mittelalter und in der frühen Neuzeit

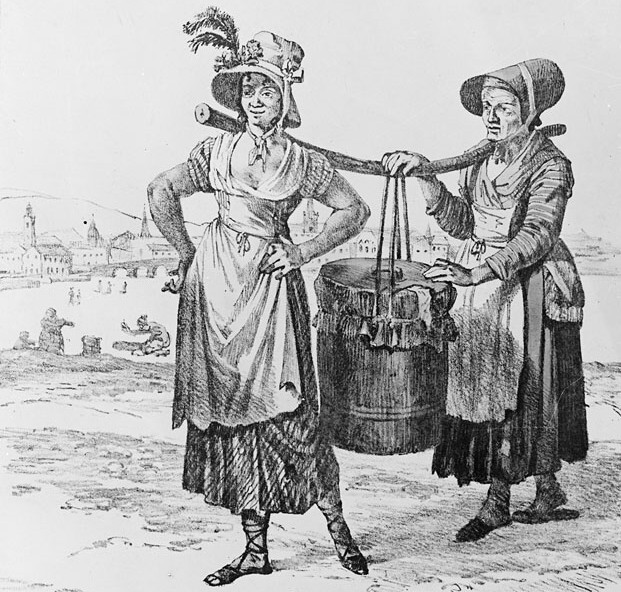
Latrinen-Eimer an einer Tragstange

Mittelalterliche Eimer zeigen sich meist aus hölzernen Dauben mit eisernen Beschlägen und wurden vom Küfer (auch: Kübler oder Böttcher) verfertigt. Der Eimer wurde entweder in der Hand oder aber an einer Tragstange getragen. Das Grimmsche Deutsche Wörterbuch beschreibt den Eimer als „ein rundes gefäsz, situla, von holz, blech, porzellan mit einem beweglichen grif zum anhängen und tragen“ und merkt an: „Wir verstehen heute unter eimer das enthaltende und enthaltene“.
Der Eimer war als Hohlmaß bis in die Neuzeit (Beispiel: fünf Eimer Wasser) gebräuchlich und entsprach im 19. Jahrhundert entweder etwa 12 Liter –  etwa der heute üblichen Größe eines 10- oder 15-Liter-Eimers – oder um die 60 Liter, dem Schankeimer (vergleiche Schankmaß). Dieser war dazu vorgesehen, von zwei Personen an einer Tragstange getragen zu werden.
Spätmittelalterliche und neuzeitliche Anordnungen dienten auch der Verhütung eines Brandes und der Bevorratung und Benutzung von Feuereimern. So legte um das Jahr 1470 Herzog Sigmund IV. von Österreich-Tirol in einer städtischen Feuerordnung für Bozen die Anschaffung von 25 Wasserschaffen durch die Fassbinder und bei Verlust der Eimer Schadensersatz seitens des Stadtrats fest. Pfalzgraf Karl IV. verfügte 1772 für Obertiefenbach, dass stets jeder Hauswirt einen mit Wasser gefüllten Zuber bereitstehen und einen mit Namen versehenen ledernen Feuereimer greifbar haben musste. Die jeweilige Gemeinde musste eine bestimmte Anzahl von Eimern vorrätig halten. Es durfte kein Einwohner heiraten oder als Untertan angenommen werden, der nicht den Gemeindeeimern einen neuen, mit Jahreszahl und Namen versehenen zugeliefert hatte.

Henkeleimer als Wappen der Stadt Emmerich

Verschiedenartige Anwendungen von Eimern
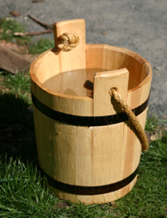
Holzeimer, hergestellt nach der Art und mit Werkzeugen von 1850 in Nordamerika
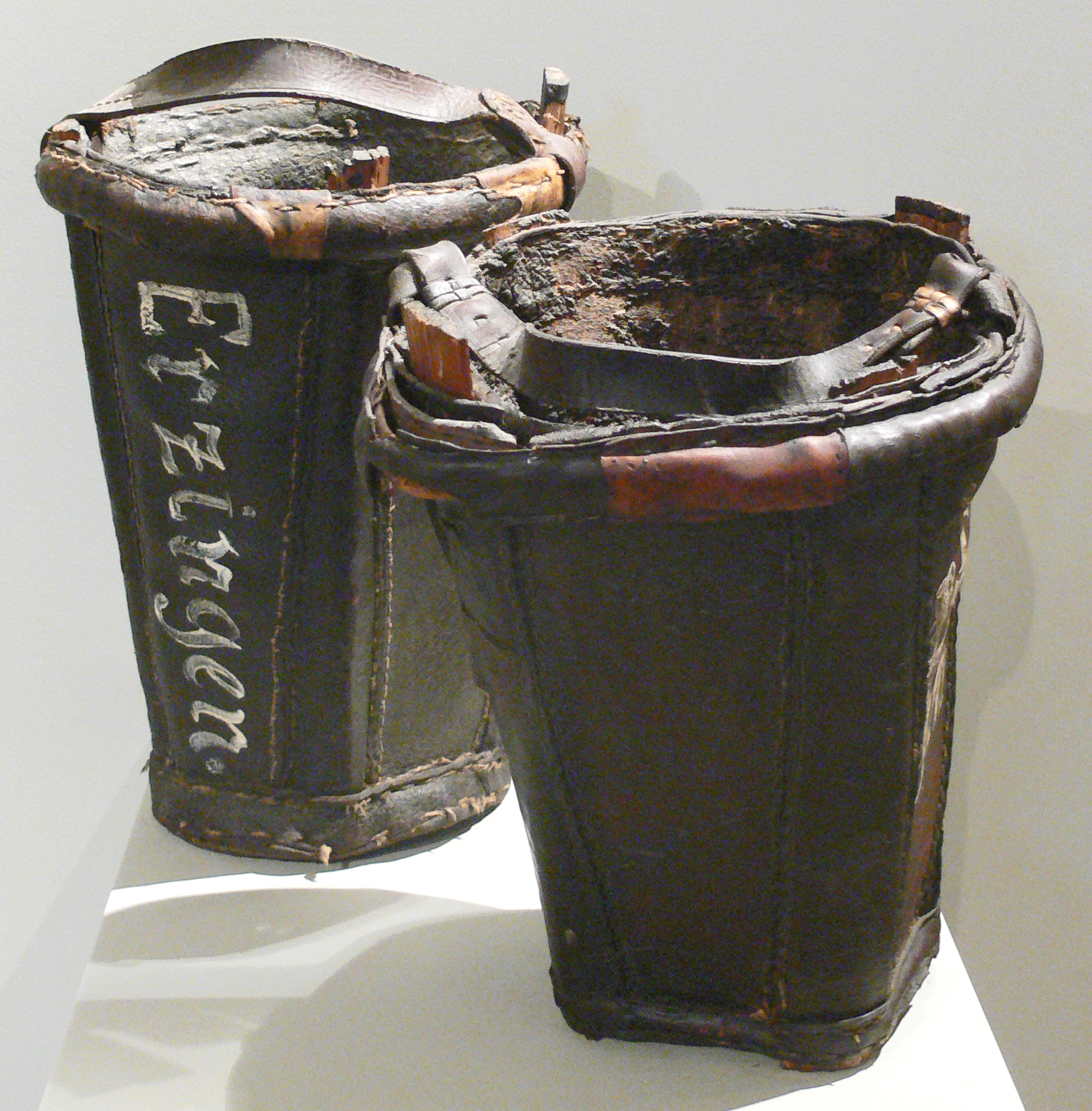
Feuerlöscheimer (19. Jh.)
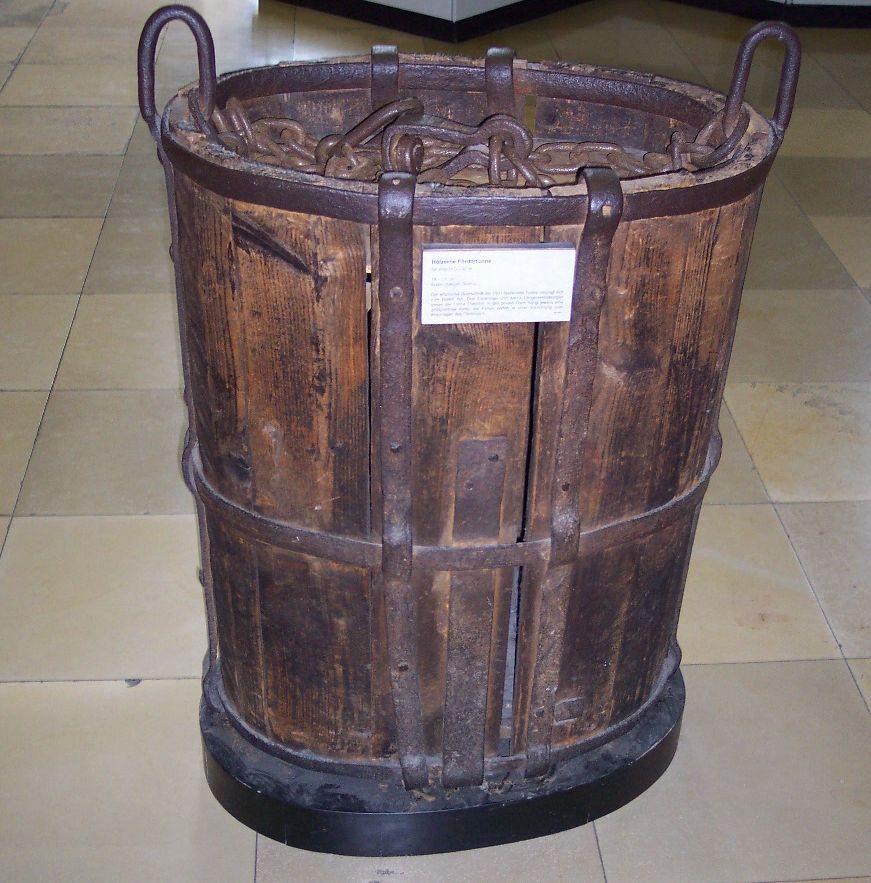
Förderkübel im Bergbau
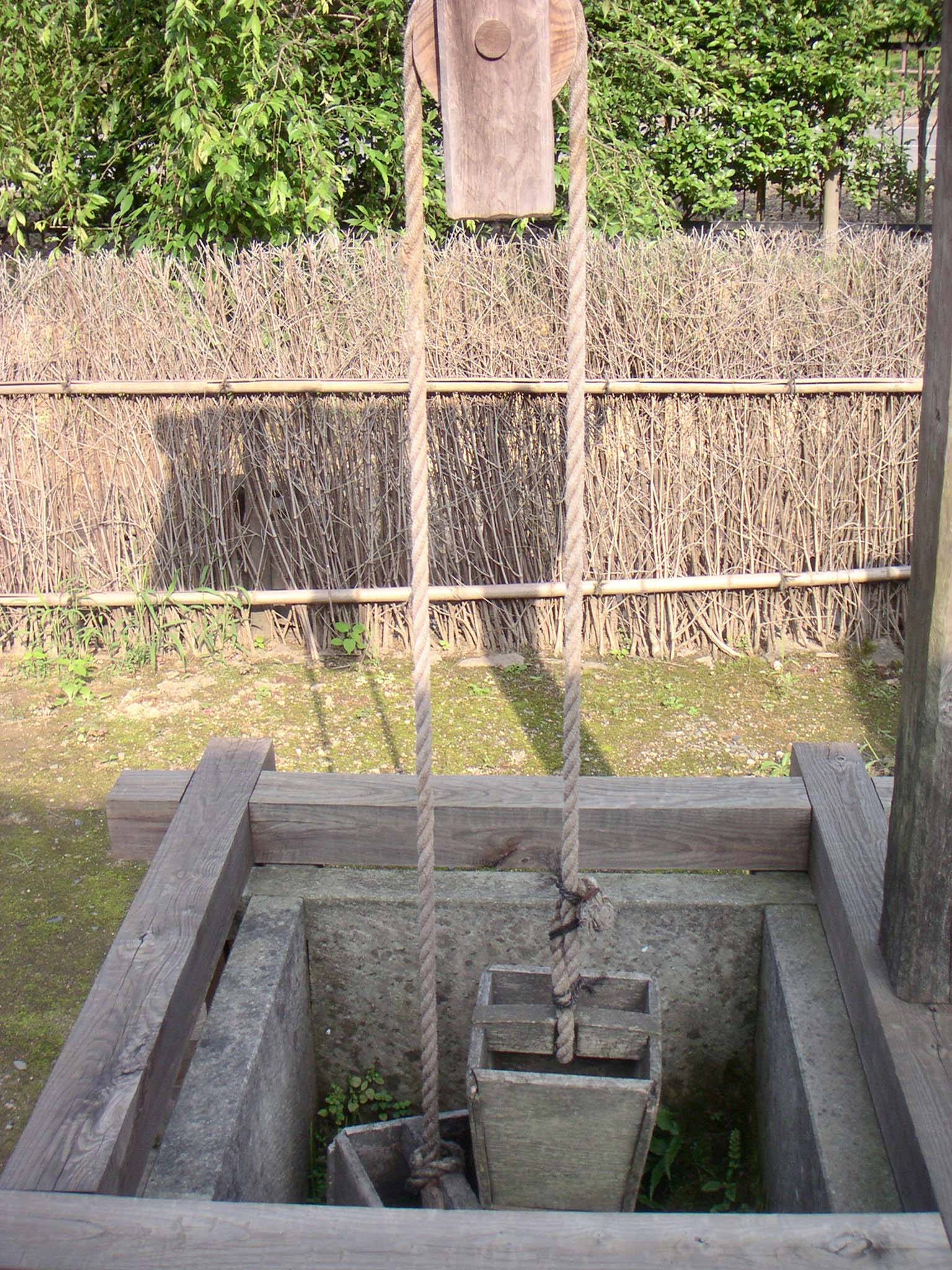
Bretteimer, am Brunnen (Japan, zeitgenössisch)
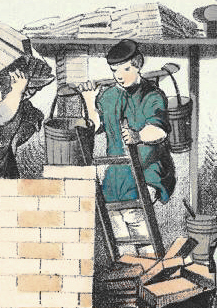
Verwendung des Eimers an der Tragstange (Der Maurer, aus Was willst du werden, um 1880)
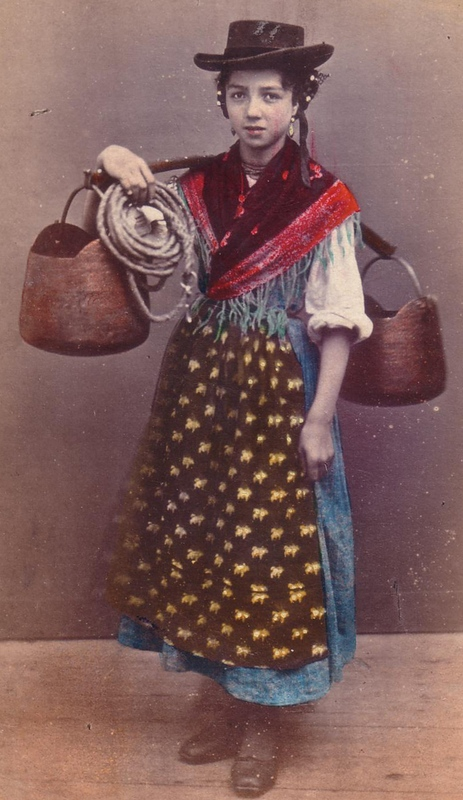
Metallene Eimer am Joch (Venedig, 19. Jh.)

### Die Kufe
Die Kufe (Küfe) ist insbesondere als ein Salzfass zur Beförderung von Salz in der älteren Literatur enthalten. Die Tragvorrichtung wurde aber in die Kufe eingehängt, das Fass selbst hat keinen Henkel. Auch hier ist der Begriff eines Hohlmaßes vorhanden. Die Kufen waren unterschiedlich groß. Eine volle Kufe für Pferde hatte ein Gewicht von rund 55 kg, große Kufen für den Salztransport auf Wagen hatten rund 74 kg.
Als Perkufe bezeichnet man unten offene, oben mit einem Ablaufloch versehene, kegelstumpfförmige Kufen, die wie ein Trichter mit dem feuchten Salzbrei durch die nun oben befindliche große Öffnung auf der Perstatt befüllt, nach Ablauf der Sole und Trocknen des Inhalts gestürzt und abgehoben wurden. Der Salzinhalt blieb als Kegelstumpf zur Weiterverarbeitung stehen. Diese Salzkegel (Salzstöcke) waren über Jahrhunderte das allgemein übliche Transportgebinde weitgehend normierter Größe.
Die Kufe war, entsprechend dem Wert des Salzes und der Verlässlichkeit der Abmessung, auch ein Maß für die Steuer und den Zoll.

## Bauformen

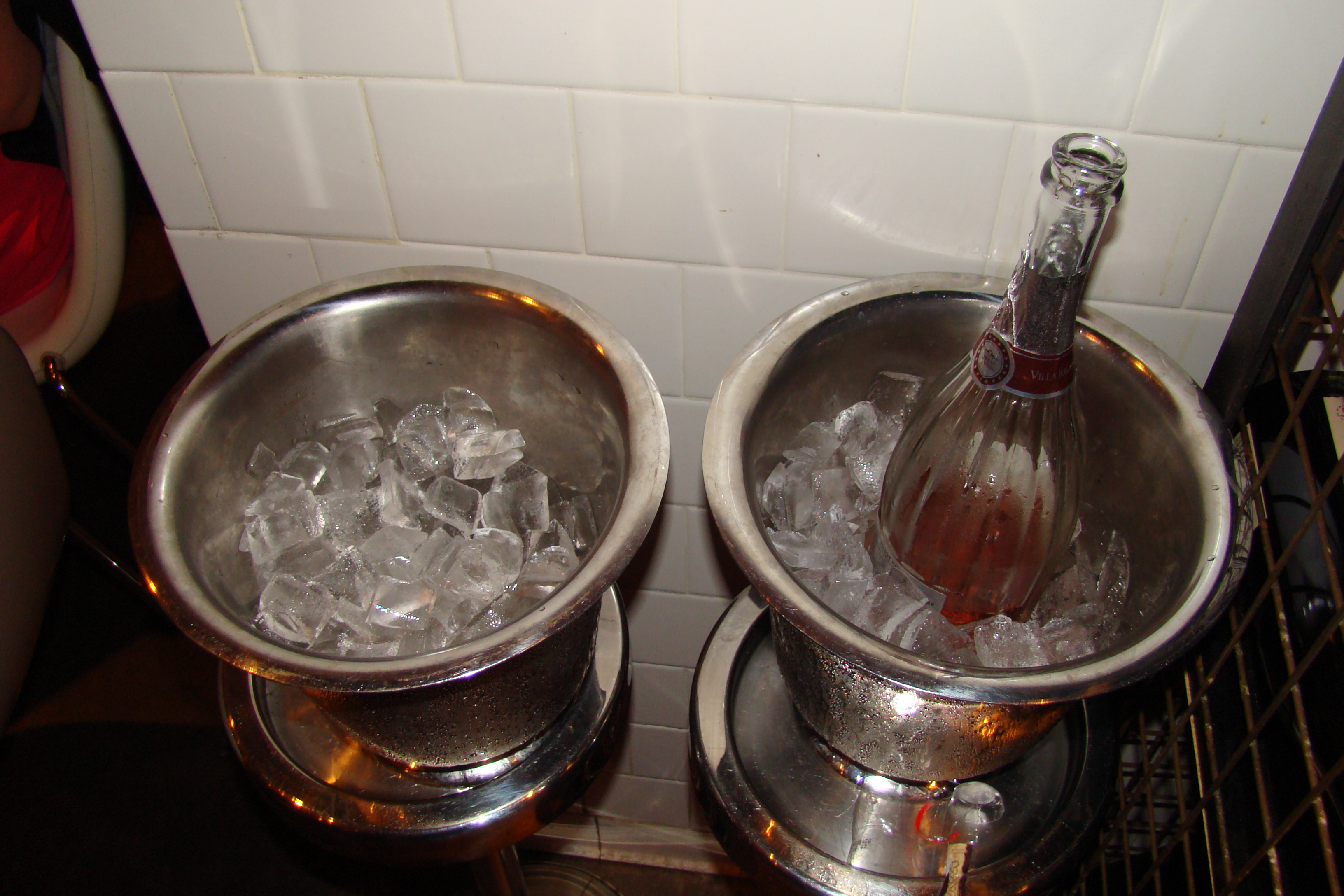
Servierkübel für Eis und Wein/Sekt (Sektkübel)

Neben einfachen Kübeln gibt es auch solche mit einem Ausguss („Schnabel“) oder mit dicht schließendem Deckel. Ein in der Lagerung platzsparendes Modell ist der Falteimer.

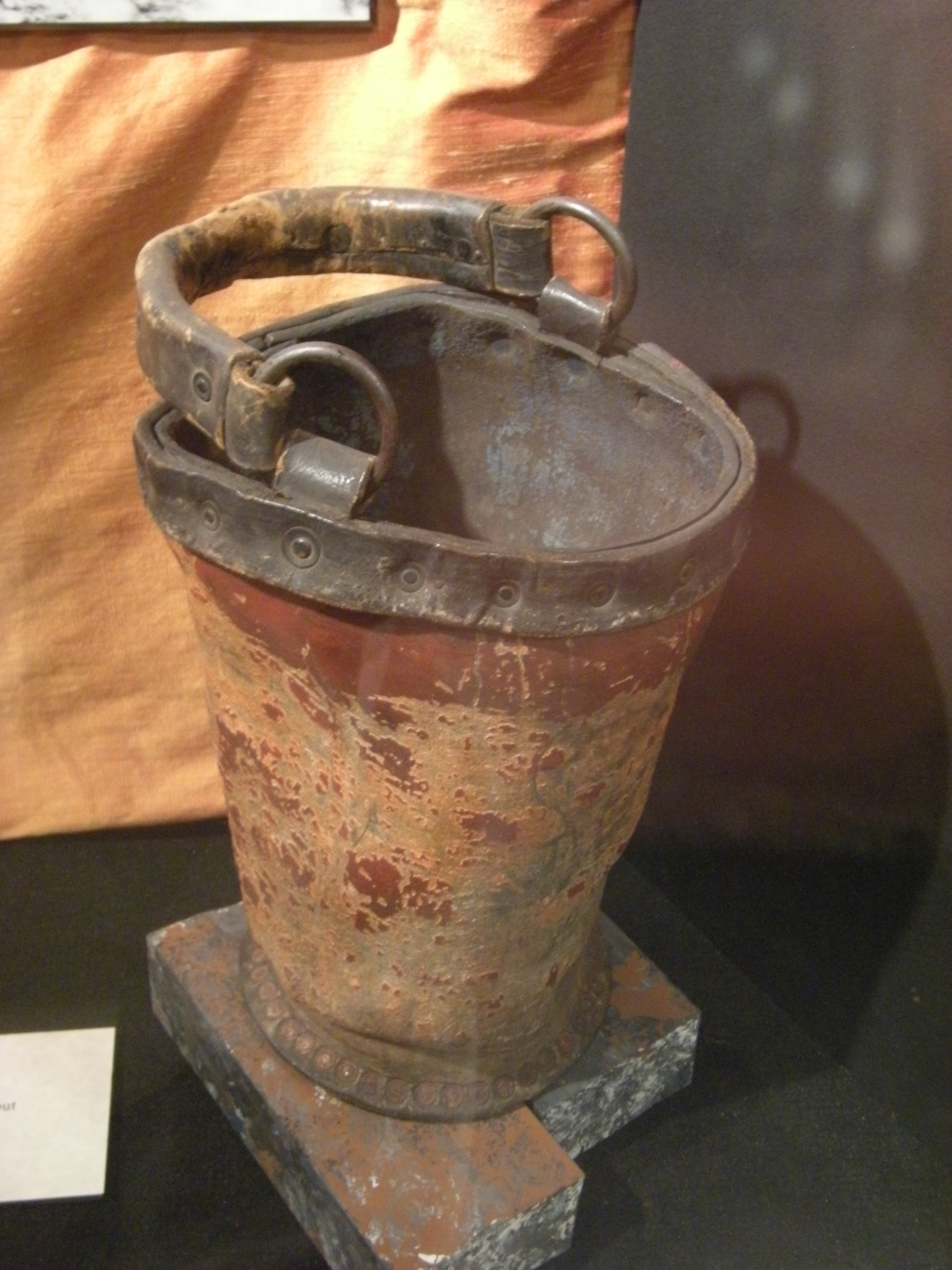
Historischer Ledereimer für die Brandbekämpfung
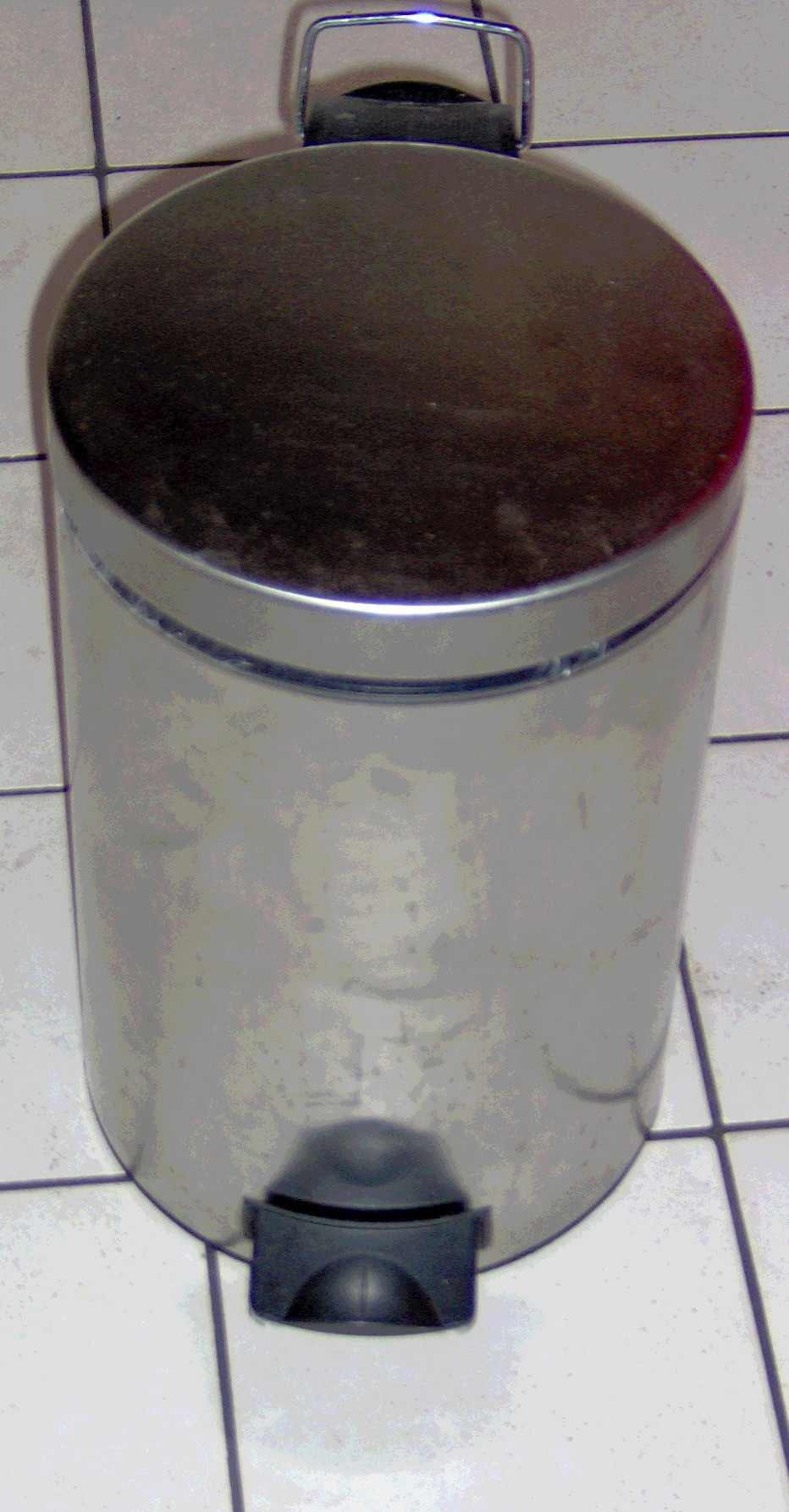
Mülleimer mit Pedalöffner für den Deckel
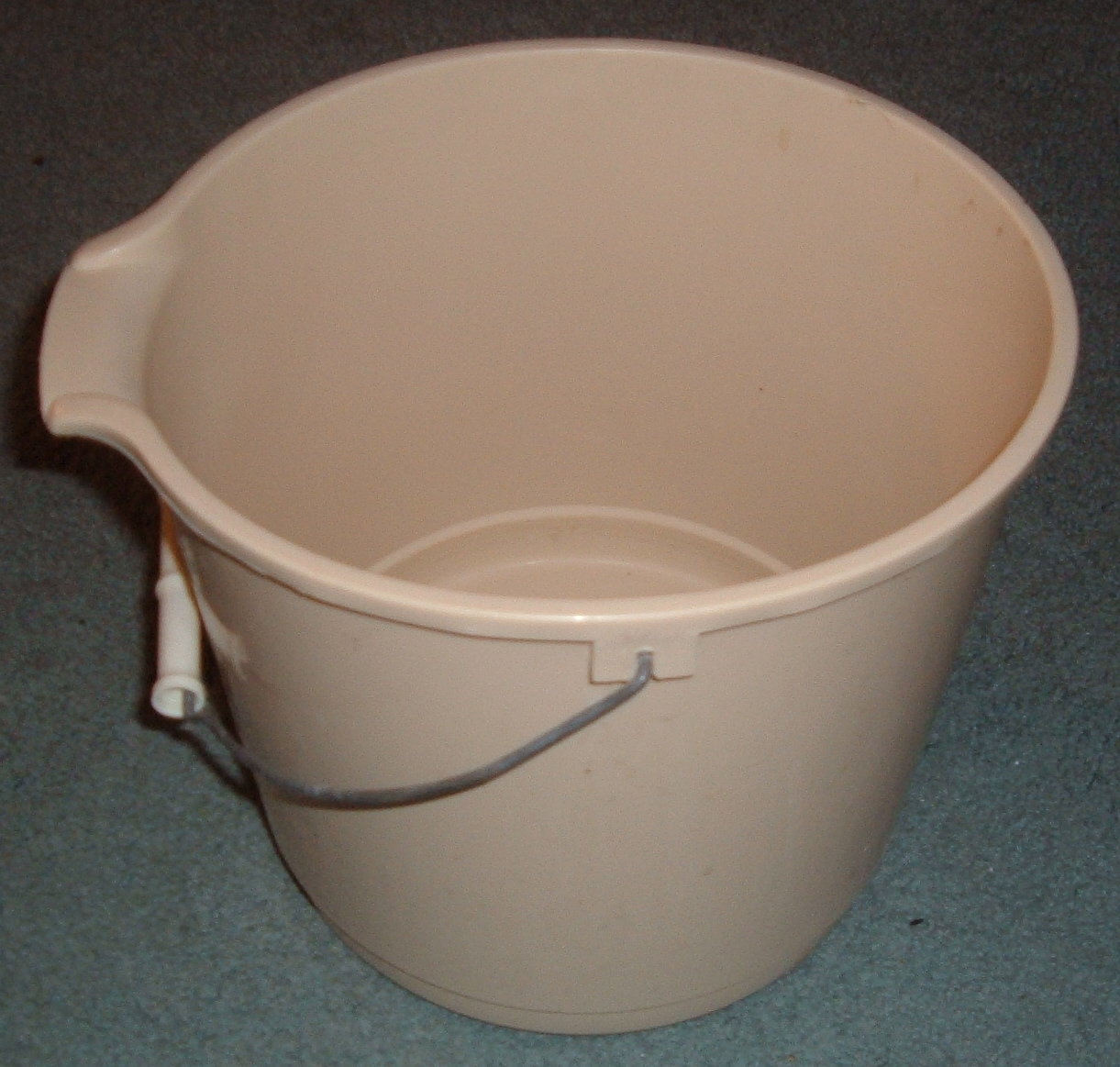
Kunststoffeimer mit Gießschnabel, Metallhenkel und Rollgriff

## Verwendung
Verwendet wird der Kübel:
- im Alltag etwa als Abfalleimer oder Papierkorb
- in Haushalt, Landwirtschaft, Gartenbau und Bauwesen als Transport- und Lagergerät mit vielfältigem Einsatzgebiet
- als Pflanzenkübel für Kübelpflanzen
- der Löscheimer als Kleinlöschgerät
- als Pütz in der Schifffahrt für diverse Aufgaben
- im Kontext von Alkohol- und Partytourismus beim sogenannten Eimersaufen